# Saint-Quentin-en-Tourmont
 Saint-Quentin-en-Tourmont  es una población y comuna francesa, en la región de Picardía, departamento de Somme, en el distrito de Abbeville y cantón de Rue.

## Demografía
| 314 | 307 | 261 | 296 | 309 | 334 |
| Para los censos de 1962 a 1999 la población legal corresponde a la población sin duplicidades (Fuente: INSEE [Consultar]) |     |     |     |     |     |